# Стреттон, Рональд
Рональд Чарльз Стреттон (англ. Ronald Charles Stretton; род. 13 февраля 1930, Эпсом, графство Суррей, Великобритания — 12 ноября 2012, Торонто, Канада) — британский велогонщик, бронзовый призёр Летних Олимпийских игр в Хельсинки (1952).
Выступал за клуб Norwood Paragon Cycling. На летних Олимпийских играх в Хельсинки (1952) в командной гонке преследования на 4000 м вместе с Аланом Ньютоном, Джорджем Ньюберри, Дональдом Бергессом, выиграл бронзу с общим результатом 4.51,5. В 1955 году переехал в Торонто, а в 1978 году принял гражданство Канады.